# Michał Mońko
Michał Wiesław Mońko (ur. 1943 w Rajgrodzie na Podlasiu) – polski dziennikarz, scenarzysta filmowy, ekspert sejmowy i nauczyciel akademicki. Był członkiem i rotacyjnym przewodniczącym pierwszej Komisji Etycznej TVP i  przewodniczącym Stowarzyszenia Dziennikarzy Polskich drugiej kadencji w TVP. W sierpniu osiemdziesiątego roku wspomagał strajk na Wybrzeżu Gdańskim i dwukrotnie – w 1980 i w 1989 – zakładał i przewodniczył Solidarności Dziennikarzy. Za działalność niepodległościową odznaczony Orderem Polonia Restituta.

## Rodzina[1]
Ojciec – Stanisław Mońko (1912-1950), w międzywojniu mierniczy, pracował w Kancelarii Geometry Włodzimierza Jeremiejewa w Augustowie, odbył służbę wojskową jako podoficer 2 Batalionu Mostów Kolejowych w Jabłonnie/Legionowie, w czasie wojny w AK, ps. „Gryf”, kartograf Rejonu AK Rajgród, następnie w NZW, inwalida, do 1950, czyli do śmierci, prowadził placówkę NZW/WiN. Zmarł w czasie przesłuchania przez funkcjonariuszy UB. 
Matka Janina z Golubiewskich, skończyła Szkołę Rolniczą w Kukowie koło Suwałk, przeszła specjalne szkolenie wojskowe. W czasie wojny i po wojnie opiekowała się rannymi żołnierzami podziemia, pomagała rodzinom więzionych.
Wujek Apolinary Sokołowski, nauczyciel, organizator POW, kapitan na froncie polsko-bolszewickim w 1920, kierownik Szkoły Podstawowej w Rajgrodzie, rozstrzelany przez sowietów w grudniu 1939. Wujek Kazimierz Borys, od grudnia 1939 kierownik Szkoły Podstawowej w Rajgrodzie, rozstrzelany przez Niemców latem 1942.
Ojciec chrzestny, Włodzimierz Jeremiejew, mąż ciotki Kazimiery, geometra przysięgły, działacz Wolnej Kozaczyzny, rozstrzelany przez sowietów pod więzieniem w Mińsku, przeżył rozstrzelanie. W końcu wojny emigrował na Zachód. W roku 1948 przedłożył polskiemu Rządowi na Uchodźstwie w Londynie obszerny i precyzyjny raport o Kozakach, wysłanych przez wojska brytyjskie do Rosji sowieckiej. Spotykał się wielokrotnie z Józefem Mackiewiczem, czego rezultatem jest powieść „Kontra”.    
Wujek Adolf Cybulski wywieziony na Syberię, przeszedł Tobruk, Monte Cassino i wrócił do kraju. Wujek Aleksander Kochalski przeszedł Tobruk, Monte Cassino, Arnhem, został na Zachodzie. Ciotka Kochalska i jej córka - zmarły na Syberii. Ciotka Kazimiera z córką wróciły z Syberii.

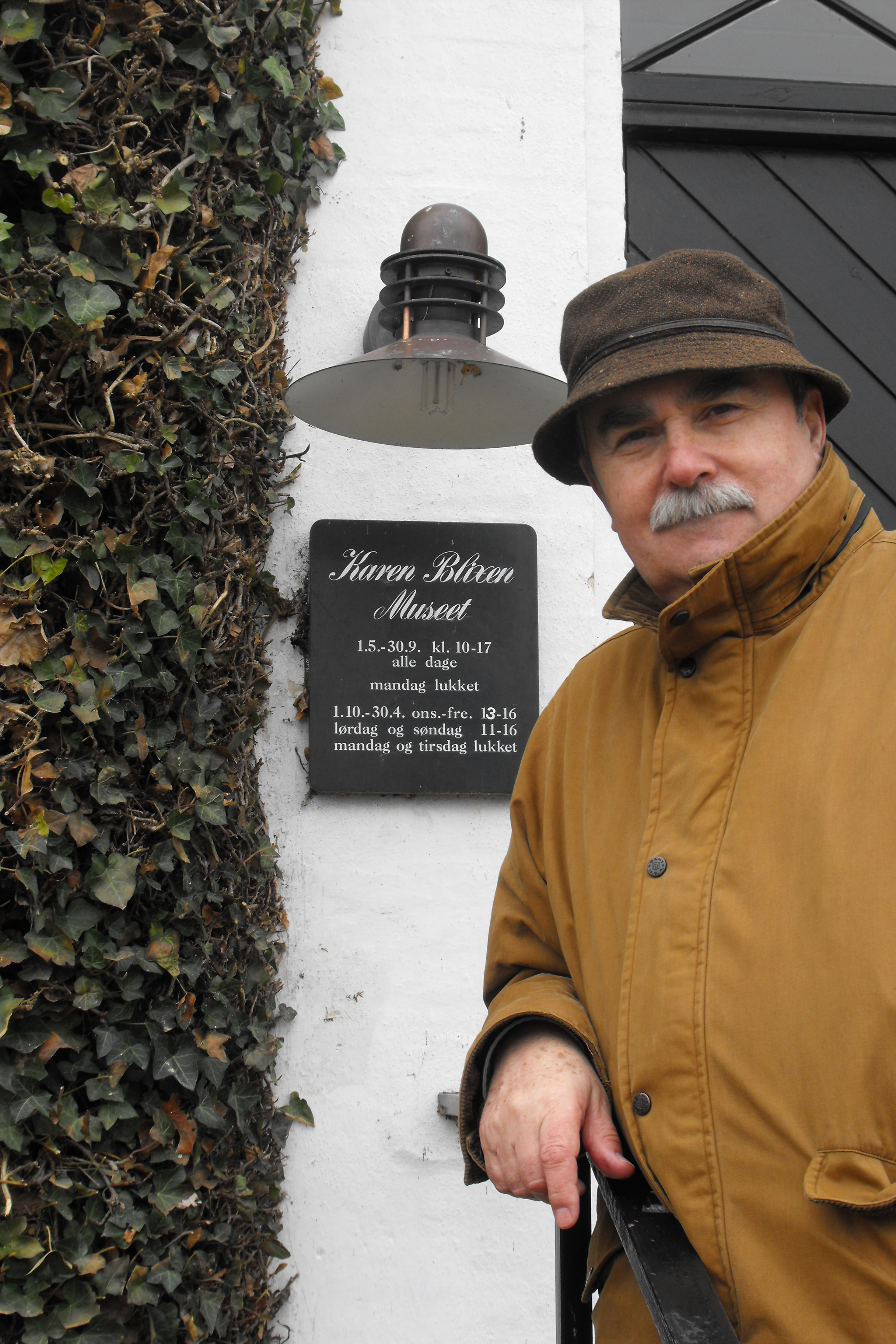
U drzwi Muzeum Karen Blixen w Rungsted pod Kopenhagą, 2012

Szwagier ojca, Filipkowski, zamieszkały w Barszczach pod Augustowem, w czasie wojny prowadził placówkę AK/NSZ, po wojnie, do 1957, placówkę NZW/WiN. Bracia ojca: Wacław Mońko, podoficer AK, po wojnie w WiN, prezes PSL w Ełku, aresztowany w 1946, więziony do 1957. Wujek Kazimierz B, jeden z dowódców WiN w Suwalskiem, do ujawnienia w 1956 przebywał na placówce w Barszczach. Leon Mońko, jezuita, 2 sierpnia 1944 ocalał z masakry w Domu Jezuitów, kapelan w Zgrupowaniu AK „Baszta”, po wojnie wspierał oddziały podziemia zbrojnego na Pomorzu i na Podlasiu, w roku 1960 został rektorem „Bobolanum”, następnie, w 1965, został pierwszym Krajowym Duszpasterzem Rodzin.

## Wykształcenie[2]
Po skończeniu szkoły podstawowej był górnikiem w kopalni „Mieszko I” w Wałbrzychu, gdzie po jakimś czasie uczęszczał do przykopalnianej Zasadniczej Szkoły Górniczej im. Dymitrowa. Następnie uczył się w Technikum Górniczym im. Pstrowskiego i pracował w kopalni „Bolesław Chrobry”. W czasie wakacji pracował w kopalni „Wujek” w Katowicach, w cegielni w Sosnowcu i na budowie pawilonu na zapleczu WSP w Katowicach (obecnie gmach Uniwersytetu).
W czasie dwuletniej służby wojskowej zdobył kwalifikacje mechanik MiG17 i MiG21. Spędził ponad rok w jednostce karnej w lasach między Drawnem, Choszcznem i Drawskiem, skąd został zwolniony 23 listopada 1963 roku. Po odbyciu służby wojskowej studiował historię i pedagogikę na Uniwersytecie Warszawskim. Zdobył dyplom na Wydziale Pedagogiki i Psychologii UW (1969), na Wydziale Historii UW (1970) oraz dyplom na studiach scenariuszowych i realizacji filmowej w Państwowej Wyższej Szkole Filmowej, Telewizyjnej i Teatralnej im. Leona Schillera w Łodzi (1981).

## Praca zawodowa i publiczna w PRL
Po wyjściu z wojska krótko był spawaczem numer 54021 na K2 w Stoczni Gdańskiej. Zwolniony ze stoczni pracował dwa tygodnie w punkcie skupu bydła w Bełdzie na Podlasiu. Następnie wynajmował się do roboty jako cieśla, zbrojarz, betoniarz, ślusarz, robotnik niewykwalifikowany – robił wykopy pod fundamenty na budowach w Katowicach i Sosnowcu. W końcu, mając średnie wykształcenie, pracował jako instruktor ZHP w Białymstoku, był wychowawcą i nauczycielem w Domu Dziecka w Giżycku. 
W roku 1964 rozpoczął studia na Uniwersytecie Warszawskim. W czasie studiów pracował jako wychowawca w Zakładzie Wychowawczym przy ulicy Podchorążych w Warszawie i w Domu Dziecka przy Rynku Nowego Miasta. W roku 1966 rozpoczął pracę w redakcji „Głos Pracy”; pisze w rubryce „Bolesne Sprawy Dnia Powszedniego”. W styczniu 1971 rozpoczął współpracę z Redakcją Społeczną Telewizji Polskiej. W następnym roku podjął pracę publicysty w redakcji „Słowo Powszechne”.
W połowie lat siedemdziesiątych związał się etatowo z tygodnikiem „Kultura” przy ul. Wiejskiej w Warszawie. Pisał reportaże w „Kulturze”, „Literaturze”, „Pomeranii”, „Kontrastach”, „Odrze”, Miesięczniku Literackim i „Kontaktach”. Wygrał liczne konkursy na esej i reportaż i, od 1975, wraz z Ryszardem Kapuścińskim, prowadził warsztaty dziennikarskie dla studentów uczelni lubelskich, rzeszowskich i krakowskich.
W stanie wojennym, po rozwiązaniu „Kultury” i „Literatury”, otrzymał zakaz wykonywania jakiejkolwiek pracy umysłowej. Podejmował się różnych zajęć fizycznych, okresowo pisał do Przeglądu Technicznego (Wydawnictwo NOT), do „Pomocy Społecznej” (Wydawnictwo PKPS). Zarabiał też jako stolarz i producent lamp elektrycznych. Żona Danuta, zwolniona z Redakcji Filmowej Telewizji Polskiej, również pozostaje bez pracy.
Na początku 1984 został przywrócony do pracy w Polityce na etat reportażysty. Po śmierci księdza Jerzego Popiełuszki odmówił pracy dziennikarskiej. Został wówczas zdegradowany przez kierownictwo redakcji ze stopnia reportażysty–komentatora (w legitymacji: écrivain, writer) do stopnia redaktora działu, czyli stażysty. Mimo to zjawiał się w „Polityce”, żeby wykradać strony z biuletynów informacyjnych. W latach 1984–87, mając dostęp do biuletynów agencyjnych „Polityki” (trzy biuletyny PAP, biuletyn rzecznika rządu, nasłuchy „Wolnej Europy” i „Głosu Ameryki”, biuletyn dla kierowników wydziałów KC), zaproponował Andrzejowi Fedorowiczowi wydawanie Przeglądu Wiadomości Agencyjnych i zaczął mu sukcesywnie dostarczać materiały agencyjne. W 1987 przeszedł do reaktywowanego tygodnika „Kultura” przy ul. Smolnej w Warszawie. Tam, 17 maja 1988 roku, ponownie zakłada Solidarność Dziennikarzy.

## Działalność społeczna i polityczna[3]
W latach przedszkolnych i szkolnych, przed rokiem 1957, woził rowerem mleko, kwas kapuściany i prześcieradła dla żołnierzy WiN/NZW na placówce w Barszczach.
Od roku 1967 współpracował z Wolną Europą, przesyłając na Zachód wiadomości z Polski. W końcu lat sześćdziesiątych rozpoczął współpracę z „Wiadomościami Polskimi”, redagowanymi przez Radę Uchodźstwa Polskiego w Szwecji. W tym czasie został aresztowany, a następnie karnie powołany na trzy miesiące do wojska.
W grudniu 1970 i w styczniu 1971 pomagał wyrzucanym z pracy stoczniowcom z Gdyni i Gdańska. Zwolniony z pracy - dziewięć miesięcy pozostawał bez stałego zatrudnienia; był aresztowany i przetrzymywany na Mostowie i na Rakowieckiej w Warszawie. W roku 1971 założył organizację „Wolna Polska”. Mimo stałej inwigilacji - dotarł w latach 1976-78 do fabryk dawnego COP, pisał w „Kulturze” szereg reportaży z Radomia, Stalowej Woli, Ostrowca Świętokrzyskiego, Bodzechowa. Jednocześnie pomaga robotnikom szykanowanym za udział w rewolcie radomskiej.
Od roku 1978 dostarczał materiały dziennikarskie do Biuletynu Informacyjnego KOR (w latach 1980-81 pisze w Biuletynie). W sierpniu osiemdziesiątego wspomagał strajk na Wybrzeżu Gdańskim, za co otrzymał podziękowanie na piśmie od szefa Służby Informacyjnej Strajku i p.o. przewodniczącego Komitetu Strajkowego w Stoczni Gdyńskiej, Tadeusza Pławińskiego.
Drugiego września 1980, po powrocie do Warszawy, założył Wolny Związek Zawodowy Dziennikarzy, Pisarzy i Wydawców. Osiemnastego września przekształcił WZZ w NSZZ Solidarność Dziennikarzy, Pisarzy i Wydawców. Był pierwszym przewodniczącym dziennikarskiej Solidarności (do 18 listopada 1980).
Na jesieni 1980 został członkiem zespołu przygotowującego do druku Tygodnika Solidarność (szefem zespołu był Jerzy Zieleński). Odpowiadał za dział związkowy, za tworzenie ośrodka informacji i archiwizacji. W tym samym czasie przewodniczył Komisji ds. Cenzury oraz Komisji ds. Informacji przy Zarządzie Regionu Mazowsze.
W październiku 1980 roku, razem z pracownikami Biblioteki Wojewódzkiej w Elblągu, założył Koła Solidarności Rolniczej w woj. elbląskim, m.in. w Kwidzynie, Fromborku, na Wyspie Nowakowskiej, w Kisielicach, Suszu, Kadynach. Prowadził też – z pomocą Kół Rodzin Wojskowych - wiece w pięciu jednostkach wojskowych – w Elblągu, Ornecie, Tolkmicku i w Braniewie.
W styczniu i marcu 1981 organizował Solidarność Wiejską w kilkunastu miejscowościach woj. krośnieńskiego, rzeszowskiego i przemyskiego. W lutym 1981 został członkiem Zespołu Organizacyjnego Zjazdu Solidarności Rolniczej w Poznaniu i członkiem Komisji Redakcyjnej Zjazdu.
Wiosną 1981, wraz z Jerzym Zieleńskim, został członkiem Kolegium Tygodnika Solidarność (do wydania 5. numeru pisma).
Po wybuchu stanu wojennego był szykanowany, kilkakrotnie aresztowany i przetrzymywany na Mostowie i na Rakowieckiej. Już w grudniu 1981 stworzył pisany na maszynie „Głos Wolny” z nadtytułem: „Jeszcze Polska nie zginęła!” (cztery wydania na wyklejkach). Mimo inwigilacji, jeździł bez przepustki po Polsce, odwiedzał strajkujące zakłady, m.in. strajkującą Stocznię Gdańską i kopalnie „Ziemowit” i „Piast”. W roku 1982 współpracował z Tygodnikiem Wojennym i współredagował i kolportował „Wezwanie” (do 5. numeru). Wydawał drukiem broszurę DiP-u „Polska wobec stanu wojennego”.
W 1988, w czasie strajku kopalń jastrzębskich i katowickich, został szefem propagandy strajkowej MKS w kopalni „Manifest Lipcowy”. Działał z szefem strajku, Krzysztofem Zakrzewskim, i z jego zastępcą, Alojzym Pietrzykiem. Pisał szereg reportaży z „Manifestu Lipcowego” i z innych strajkujących wówczas kopalń, za co otrzymał Główną Nagrodę Głównego Inspektora Pracy.

## Praca zawodowa i publiczna w Wolnej Polsce
W 1989 pełnił funkcję rzecznika prasowego Komitetu Obywatelskiego na Mokotowie w Warszawie, równocześnie przewodniczy TKK NSZZ Solidarność Dziennikarzy Prasy. Rozwiązuje TKK w 1990 roku, kiedy cała RSW Prasa ulega likwidacji. W nowej Polsce, będąc przez półtora roku przewodniczącym Solidarności Dziennikarzy, pobierał zasiłek dla bezrobotnych. Nie znalazł pracy nawet w „Tygodniku Solidarność”.
Na jesieni 1990 pełnił funkcję zastępcy redaktora naczelnego miesięcznika „Plus” (Wyd. Versus). W tym samym czasie objął stanowisko szefa „Wiadomości” Telewizji Polskiej. W połowie 1991 przeszedł z „Wiadomości” na stanowisko komentatora - reportażysty w Redakcji Społeczno-Politycznej Programu I TVP. Rozpoczął też dwuletnią współpracę z gazetą codzienną „Nowy Świat”. W 1992 został szefem Publicystyki Programu II TVP, po czym znowu objął stanowisko komentatora – reportażysty i przewodniczącego Komisji Scenariuszowej Programu I TVP. Dwukrotnie był etatowym doradcą do spraw mediów wicepremiera w rządzie RP.
W latach 1995–97 uczestniczył w pracy Zespołu MEN ds. Podstaw Programowych dla Szkół Średnich. W 1995 został powołany na członka i rotacyjnego przewodniczącego Komisji Etycznej TVP. W następnym roku został wybrany przewodniczącym Stowarzyszenia Dziennikarzy Polskich w Telewizji Polskiej. W roku 2002 był redaktorem naczelnym "Zielonego Sztandaru". W latach 2002–2004 był członkiem Rady Konsultacyjnej ds. Mediów przy Urzędzie Integracji Europejskiej.
W czasie pracy w TVP realizował cykle telewizyjne: Podróże do Polski (4 reportaże), Małe Ojczyzny (6 reportaży), Stan Rzeczy Pospolitej (1 program studyjny), Medium (6 programów), Mitologia Polska (7 reportaży), Inna Polska (18 reportaży), Debata (4 programy studyjno – filmowe z udziałem ministrów i premierów), Rok Prezydenta (godzinna rozmowa z prezydentem RP).
Od 2007 pracował w Polskim Radiu na stanowisku kierownika Redakcji Informacji. Kierował produkcją i emisją newsów w radiowej Jedynce, Dwójce i Studiu Komercyjnym. Kierował też pracą zespołu redagującego portal internetowy IAR, równocześnie pisząc reportaże, eseje, recenzje i felietony dla portalu PR.
Od lat dziewięćdziesiątych był ekspertem Komisji Kultury i Środków Przekazu Sejmu i Senatu. Recenzował sprawozdania Krajowej Rady Radiofonii i Telewizji i, na zamówienie, pisał ekspertyzy, m.in. „Efekt informacyjny, perswazyjny i ideologiczny programów politycznych w kontekście realizacji misji publicznej przez Telewizję Polską”. „Zasady programowania radiowego”, „Reforma Telewizji Polskiej. Misja - Ekonomia – Rzeczywistość”. „Marketing Polskiego Radia”, „Telewizja i radio publiczne na przykładzie Niemiec, Wielkiej Brytanii, Kanady, Austrii, Japonii, Francji, Stanów Zjednoczonych”.
Od 21 lutego 2018 pracuje na stanowisku Dyrektora – Redaktora naczelnego Programu I Polskiego Radia.  

## Praca nauczycielska
Łączył pracę dziennikarską z pracą nauczyciela akademickiego, eksperta sejmowego i doradcy w zakresie mediów. W latach 1971–73 był asystentem na Studium Dziennikarskim UW. Od połowy lat siedemdziesiątych – wraz z Ryszardem Kapuścińskim – prowadził warsztaty letnie i zimowe dla studentów uczelni lubelskich, rzeszowskich i krakowskich (ostatnie w 1982 w Golejowie). Po 1989 uczył studentów i dziennikarzy tworzenia form telewizyjnych, prasowych i radiowych; wykładał marketing polityczny i społeczny, public relations i reklamę polityczną. Dwukrotnie był członkiem Sztabu Wyborczego Jana Olszewskiego.
Począwszy od 1990, prowadził zajęcia na Studium Menadżersko–Związkowym KUL i w Laboratorium Radiowo–Telewizyjnym KUL. Od 1993 prowadził zajęcia na Studium Komunikacji Społecznej i Dziennikarstwa KUL i zajęcia z marketingu politycznego i społecznego w Wyższej Szkole Ekonomiczno–Humanistycznej w Skierniewicach.
Sporadycznie prowadził zajęcia na Podyplomowych Studiach Menadżerskich dla Twórców, Artystów, Animatorów Kultury na Wydziale Zarządzania Uniwersytetu Warszawskiego i w Wyższej Szkole Bankowej w Toruniu. W latach 1999–2005 był związany z Instytutem Edukacji Medialnej i Dziennikarstwa Uniwersytetu Kardynała Stefana Wyszyńskiego w Warszawie.

## Osiągnięcia zawodowe
W czasie swej wieloletniej pracy dziennikarskiej wydrukował kilkaset reportaży w tygodnikach „Kultura”, „Literatura”, w miesięcznikach „Kontrasty”, „Odra” i Miesięczniku Literackim, także w innych pismach. Na początku lat siedemdziesiątych i po roku 1989 zrealizował kilkadziesiąt reportaży telewizyjnych w cyklach: „Podróże do Polski”, „Medium”, „Małe Ojczyzny”, „Mitologia Polska”, „Inna Polska”. Po 2006 zredagował i napisał kilkadziesiąt tekstów reporterskich i publicystycznych na stronie internetowej IAR Polskiego Radia.
Niektóre drukowane reportaże ukazały się w książkach, np. „Lekcja polskiego” (Ludowa Spółdzielnia Wydawnicza, 1989); szereg reportaży ukaz się w zbiorach książkowych, np. „Ostatnie tango w hotelu Rytex” w książce „Kto dzisiaj kocha” (Wydawnictwo Książka i Wiedza,1981); „Stoczniowcy nie kwękają” w książce „Nagłe zaskoczenie” (KAW 1981); „Kwartały życia Ceynowy” w książce „Suita Kaszubska" (Wydawnictwo Zrzeszenia Kaszubsko – Pomorskiego,1982); „Opowieść o Trwaniu Kaszub” w książce pod tym samym tytułem (Wydawnictwo Zrzeszenia Kaszubsko – Pomorskiego, 1985); „Po chłopskiej stronie łuku triumfalnego” w książce pod tym samym tytułem (LSW, 1987); "Smętek przepływa Łabę"  i "Pan na Zamku" w książce „Niegdyś i Dziś” (Wydawnictwo Uniwersytetu Warmińsko - Mazurskiego, Olsztyn 2002), "Nic nikomu się nie śni" i "Sąd nad sukcesem" w książce „A dąb rośnie” (Moja Biblioteka Mazurska, Warszawa - Dąbrówno 2002).
W konkursach dziennikarskich i poza konkursami  zdobył 70 nagród krajowych, w tym 45 nagród pierwszych; oto niektóre: Nagroda „Kultury”, Nagroda „Odry” (trzykrotnie), Nagroda Miesięcznika Literackiego, Nagroda Ministra Kultury, Nagroda „Kontrastów” (czterokrotnie), Nagroda „Kontaktów” (dwukrotnie), Nagroda Wydawnictwa Lubelskiego, Nagroda Komitetu ds. Radia i Telewizji, Nagroda Zespołów Filmowych, Nagroda SDP (dwukrotnie), Nagroda biskupa polowego WP na Festiwalu w Niepokalanowie, Nagroda Ministra Zdrowia, Grand Prix „Gazety Krakowskiej” za reportaż „Legenda Tatr” i inne.

## Odznaczenia
Krzyż Oficerski Orderu Odrodzenia Polski, wręczony 3 maja 2006 roku przez prezydenta Lecha Kaczyńskiego w uznaniu zasług dla Niepodległości Rzeczypospolitej. Odznaka „Zasłużony Działacz Kultury” – wręczona 13 grudnia 2000 przez ministra kultury Andrzeja Zakrzewskiego w uznaniu zasług dla wolnego słowa.

## Przynależność do organizacji
Należał do Związku Harcerstwa Polskiego, do Zrzeszenia Studentów Polskich, do Klubu Jeździeckiego UW, do Zrzeszenia Kaszubsko – Pomorskiego, do PTTK, do Polskiego Towarzystwa Ekonomicznego, do WZZ Dziennikarzy, Pisarzy i Wydawców, do NSZZ Solidarność Dziennikarzy. Jest członkiem Stowarzyszenia Dziennikarzy Polskich. Nie należał do partii komunistycznej ani do komunistycznej organizacji młodzieżowej.
Michał W. Mońko jest żonaty, ma troje dorosłych dzieci, mieszka w Warszawie, lubi muzykę poważną i Podlasie.